# 沃蓋拉車站
沃蓋拉車站（義大利語：Stazione di Voghera）是意大利北部倫巴底大區沃蓋拉的主要鐵路車站。該站於1858年啟用，是亞歷山德里亞-皮亞琴察鐵路的一部分，也是從米蘭-帕維亞鐵路的終點站。由於其戰略地位，該站是重要的貿易節點，也是意大利西北部的主要火車站之一。